# Simon Åkerström
Simon Alexander Åkerström, född 10 juli 1995 i Boden och uppvuxen i Luleå, är en svensk professionell ishockeyspelare (back) som spelar för AIK Hockey i Hockeyallsvenskan.
Han är son till den professionella ishockeyspelaren Roger Åkerström.